# Винер Нойщат
Винер Нойщат (на немски: Wiener Neustadt; на унгарски: Bécsújhely) е град, разположен на около 50 km на юг от Виена, в окръг Винер Нойщат-Ланд на провинция Долна Австрия. Населението му е 40 600 по данни от преброяването към 1 април 2009 г.

## История
Първите сведения за града датират от 1192 г. Винер Нойщат е родният град на свещения римски император Максимилиан I

## Спорт
Представителният футболен отбор на града се казва ШК Магна. Участник е в Австрийската бундеслига.

## Известни личности
Родени във Винер Нойщат
- Фриц Махлуп (1902 – 1983), икономист
- Доминик Тийм (р. 1993), тенисист